# Ferdinand von Wrangel
Ferdinand von Wrangel (ros. Фердина́нд Петро́вич Вра́нгель, Fierdinand Pietrowicz Wrangiel, ur. 29 grudnia 1796?/9 stycznia 1797 w Pskowie, zm. 6 czerwca 1870 w Dorpacie) – rosyjski wojskowy, podróżnik, odkrywca i żeglarz, admirał rosyjskiej floty wojennej, honorowy członek Cesarskiej Akademii Nauk i współzałożyciel Rosyjskiego Towarzystwa Geograficznego.

## Życiorys
Pochodził ze szlacheckiej rodziny Niemców bałtyckich. Syn majora artylerii Piotra Wrangla. W 1815 ukończył naukę w Morskim Korpusie Kadeckim.
W 1820 mianowany dowódcą ekspedycji, która miała zbadać należące do Rosji obszary polarne. Ekspedycja w listopadzie 1820 dotarła do Niżniekołymska, a w początkach 1821 do Przylądka Szelagina. Stamtąd Wrangel zdecydował się popłynąć rzeką Kołymą, na terytoria zamieszkane przez Jakutów. Ekspedycja powróciła do Petersburga 15 sierpnia 1824. Na podstawie badań prowadzonych w czasie wyprawy Wrangel opisał wybrzeża Syberii od ujścia Indygirki do Zatoki Koluczyńskiej.
W 1837 został mianowany admirałem floty carskiej. W latach 1840–1847 był dyrektorem Rosyjsko-Amerykańskiej Kompanii Handlowej.
Na jego cześć nazwano liczne obiekty, między innymi Wyspę Wrangla na Oceanie Arktycznym, Wyspę Wrangla na Oceanie Spokojnym, Góry Wrangla na Alasce czy miasto Wrangell.